# Blade Runner Black Out 2022
Blade Runner Black Out 2022 ist ein amerikanisch-japanischer Anime-Kurzfilm von Shin’ichirō Watanabe. Er sowie die Kurzfilme 2036: Nexus Dawn und 2048: Nowhere to Run dienen als Prequels zum Spielfilm Blade Runner 2049 von Regisseur Denis Villeneuve. Der Film wurde am 27. September 2017 zunächst über den Streamingdienst Crunchyroll veröffentlicht. Einen Tag danach veröffentlichte Warner Bros. den Film auch über YouTube. Er befindet sich auch auf der Blu-ray-Veröffentlichung von Blade Runner 2049.

## Handlung
Die Handlung setzt im Mai 2022, drei Jahre nach den Ereignissen aus Blade Runner, ein. In Los Angeles hat die mächtige Tyrell Corporation die neuen Replikanten der Nexus-8-Serie vorgestellt, die wie die Menschen eine natürliche Lebenserwartung haben. Dies ruft Widerstand bei der menschlichen Bevölkerung hervor, die nun in den Replikanten eine Bedrohung sehen und diese töten, sobald sie ihrer habhaft werden. Bei der Jagd auf die Replikanten bedienen sie sich der Replicant Registration Database.
Trixie, eine der Nexus-8-Replikanten, wird von drei Schlägern in einer Nebenstraße bedrängt. Der Replikant Iggy eilt ihr zu Hilfe und tötet die Angreifer. Iggy diente als Soldat auf dem Planeten Calantha. Als er bemerkte, dass die gegnerischen Soldaten genau wie er Replikanten waren, desertierte er aus seiner Einheit.
Iggy bittet Trixie um Mithilfe an einer Operation der Untergrundbewegung der Replikanten. Zusammen sollen sie die Datenbank der Tyrell Corporation zerstören, um die Jagd auf die Replikanten zu erschweren. Trixie freundet sich mit dem Techniker Ren an, der mitverantwortlich für die Betreuung von Atomraketentests ist. Er willigt ein, bei einem Raketentest die Waffe über Los Angeles zur Explosion zu bringen. Der elektromagnetische Impuls soll einen Blackout im Großraum Los Angeles auslösen und alle elektronischen Daten löschen. Zusätzlich kapern Trixie und Iggy einen vollbeladenen Tanklaster, den sie vor dem Gebäude der Tyrell Corporation zur Explosion bringen wollen, um die Server der Datenbank auch physisch zu zerstören. Trixie wird beim Kampf mit den Sicherheitskräften des Unternehmens erschossen. Die Operation gelingt dennoch und Iggy kann den Tanklaster zur Explosion bringen. Zeitgleich legt die Explosion der Atombombe sämtliche elektrischen Geräte lahm. Zahlreiche Spinner und andere Fluggeräte stürzen über der Stadt ab. 
Die Aktion führt zu einem Verbot von Replikanten und besiegelt damit das Schicksal der Tyrell Corporation. Erst mehr als zehn Jahre später wird die Wallace Corporation die Erlaubnis zur Produktion eines neuen Replikanten-Typs erlangen.
Iggy konnte vom Tatort fliehen. Er entfernt sein rechtes Auge, das einzige Körperteil, das ihn zweifelsfrei als Replikanten ausweisen könnte.

## Synchronisation
| Rolle  | Englischer Sprecher |
| ------ | ------------------- |
| Iggy   | Jovan Jackson       |
| Trixie | Luci Christian      |
| Ren    | Bryson Baugus       |
| Gaff   | Edward James Olmos  |